# Brandon Fobbs
Brandon Fobbs (ur. 19 kwietnia 1981 w Waszyngtonie) – amerykański aktor filmowy i telewizyjny, także scenarzysta, reżyser i producent.

## Filmografia

### Filmy
- 2006: Annapolis
- 2007: Te święta (This Christmas) jako Raynard
- 2007: Ścigając marzenia (Pride) jako Puddin Head
- 2008: Tunnel Rats (Szczury tunelowe) jako szeregowy Samuel Graybridge
- 2009: Grobowiec diabła (The Devil’s Tomb) jako Click
- 2012: The Realest Audition Ever (film krótkometrażowy) jako Brandon
- 2016: ShowRunner (film krótkometrażowy) jako David Cannon
- 2018: Sereget (film krótkometrażowy) jako Aaron
- 2019: Quotes: Divided We Fall (film krótkometrażowy) jako Richard
- 2019: Mongolski łącznik (The Mongolian Connection) jako Troy
- 2021: Sponsored (film krótkometrażowy) jako Anthony

### Seriale TV
- 2003: Z akt FBI (FBI Files, dokumentalny) jako diler narkotykowy
- 2004–2006: Prawo ulicy (The Wire) jako Fruit
- 2006: Bez śladu (Without a Trace) jako Zach
- 2007: Bracia i siostry (Brothers & Sisters) jako Nick
- 2008: Świat gliniarzy (The Shield) jako Alonzo
- 2010: Detroit 1-8-7 jako Terrence Gibbs
- 2011: CSI: Kryminalne zagadki Nowego Jorku (CSI: NY) jako Mike White
- 2011: Agenci NCIS (NCIS) jako podoficer straży przybrzeżnej trzeciej klasy Ben Cooper
- 2011: Southland jako oficer Aaron Stanley
- 2012: Kości (Bones) jako Russell
- 2014: Żywe trupy (The Walking Dead) jako Terry
- 2014: Mentalista (The Mentalist) jako Zach Jefferson
- 2013–2015: Jak zdrówko? (Getting On) jako Antoine Robertson
- 2017: Agenci NCIS: Nowy Orlean (NCIS: New Orleans) jako kapitan Will Dorsey